# Allochlorodes elpis
Allochlorodes elpis är en fjärilsart som beskrevs av Louis Beethoven Prout 1917. Allochlorodes elpis ingår i släktet Allochlorodes och familjen mätare. Inga underarter finns listade i Catalogue of Life.